# Phases and Stages
Phases and Stages è il diciassettesimo album in studio del cantante di musica country statunitense Willie Nelson, pubblicato nel 1974.

## Tracce
Side 1
Testi e musiche di Willie Nelson.
1. Phases and Stages (Theme) / Washing the Dishes – 2:06
2. Phases and Stages (Theme) / Walkin' – 3:58
3. Pretend I Never Happened – 3:00
4. Sister's Coming Home / Down at the Corner Beer Joint – 3:46
5. (How Will I Know) I'm Falling in Love Again – 3:27

Side 2
Testi e musiche di Willie Nelson.
1. Bloody Mary Morning – 2:48
2. Phases and Stages (Theme) / No Love Around – 2:24
3. I Still Can't Believe You're Gone – 4:15
4. It's Not Supposed to Be That Way – 3:27
5. Heaven and Hell – 1:52
6. Phases and Stages (Theme) / Pick Up the Tempo / Phases and Stages (Theme) – 3:26